# Tick Tock (恋の魔法)
Tick Tock（中国語：青春斗、日本語：恋の魔法）はレイニー・ヤンのアルバム"Rainie&Love...?"（レイニー＆ラブ）に収録されている曲である。ソニー・ミュージックエンタテインメントから2010年1月1日に発売された。「Rainie&Love...?」は５万枚の売上を記録し、台湾レコードインダストリーファンデーションに登録された。同曲の日本語版が後に「恋の魔法」というタイトルで1月27日に発売された。SNSのTick Tockとは異なる。

## 解説
2009年に結成されたばかりの韓国のガールズグループ「4Minute」が韓国語版の「Tick Tock」を録音したが、発売に至らなかった。「レイニー・ヤン」が後に中国語版と日本語版の同曲を録音し、「青春鬥」（中国語タイトル）と「恋の魔法」（日本語タイトル）と名づけて、発売した。さらに、同曲は「レイニー・ヤン」自身が主演を務めた台湾のテレビドラマ「海派甜心」（僕のSweet Devil）に起用された。

## ミュージックビデオ
オフィシャルミュージックビデオ「青春鬥」は2010年1月に発売された。

## テレビ
- "海派甜心" (2010) - 「青春鬥」（恋の魔法）とインストゥルメンタル背景音楽。レイニー・ヤンとショウ・ルオが出演。
- "ユールーバイフェンバイ" (2010) -「青春鬥」（恋の魔法） レイニー・ヤンとショウ・ルオがライブ出演。
- "Hollywood Heights~ハリウッド・ハイツ~ (テレビシリーズ)" (2012) -英語版の「青春鬥」"Tick Tock"を使用。
- "ミスユニバースチャイナ" (2012) - 英語版の「青春鬥」"Tick Tock" を使用。
- "デアデビル" (シーズン１) (2016) - 「青春鬥」